# Karel Bláha
Karel Bláha (ur. 1 czerwca 1975) – czeski lekkoatleta sprinter, halowy mistrz Europy z 2000.

## Osiągnięcia sportowe
Specjalizował się w biegu na 400 metrów. Zajął 7. miejsce w sztafecie 4 × 400 metrów na mistrzostwach Europy w 1998 w Budapeszcie.
Zwyciężył w sztafecie 4 × 400 metrów (która biegła w składzie: Jiří Mužík, Jan Poděbradský, Štěpán Tesařík i Bláha) na halowych mistrzostwach Europy w 2000 w Gandawie. Odpadł w eliminacjach biegu na 400 metrów i sztafety 4 × 400 metrów na mistrzostwach świata w 2001 w Edmonton oraz biegu na 400 metrów na halowych mistrzostwach Europy w 2002 w Wiedniu.
Zajął 7. miejsce w biegu na 400 metrów i 4. miejsce w sztafecie 4 × 400 metrów na mistrzostwach Europy w 2002 w Monachium. Wystąpił w reprezentacji Europy w biegu sztafetowym 4 × 400 metrów w zawodach pucharu świata w 2002 w Madrycie, ale sztafeta Europy została zdyskwalifikowana. Odpadł w eliminacjach biegu na 400 metrów na mistrzostwach Europy w 2006 w Göteborgu.
Był mistrzem Czech w biegu na 400 metrów w latach 1999–2002, 2005 i 2006 oraz w sztafecie 4 × 400 metrów w 1997, 1998, 2000 i 2001, wicemistrzem w biegu na 400 metrów w 2004 i w sztafecie 4 × 400 metrów w 1999, a także brązowym medalistą w biegu na 400 metrów w 1997 oraz w sztafecie 4 × 400 metrów w 1996 i 2002. W hali był mistrzem Czech w biegu na 400 metrów w 2004 i w sztafecie 4 × 200 metrów w 1997, 1999 i 2004 oraz wicemistrzem w biegu na 400 metrów w 2000 i 2002.
Jest aktualnym (lipiec 2022) rekordzistą Czech w sztafecie klubowej 4 × 400 metrów z czasem 3:03,62, uzyskanym 30 maja 2001 w Ostrawie.

## Rekordy życiowe
Rekordy życiowe Bláhy:
- bieg na 200 metrów – 21,20 (6 czerwca 2006, Kladno)
- bieg na 200 metrów (hala) – 21,45 (24 lutego 2002, Praga)
- bieg na 400 metrów – 45,82 (15 lipca 2000, Pilzno)
- bieg na 400 metrów (hala) – 46,39 (6 lutego 2000, Stuttgart)
- bieg na 800 metrów – 1:49,38 (20 maja 2001, Turnov)
- bieg na 800 metrów (hala) – 1:53,19 (7 lutego 2003, Chemnitz)